# 奧爾蓬德
奧爾蓬德是瑞士的城鎮，位於該國中西部，由伯恩州負責管轄，面積3.96平方公里，四成土地是農業用地，海拔高度483米，2011年人口2,628，人口密度每平方公里664人。